# Bengt Stenlund
Bengt Gustav Verner Stenlund, född 17 augusti 1939 i Kristinestad, död 11 november 2023 i Åbo, var en finländsk kemist.
Stenlund blev teknologie doktor 1970. Han var 1965–1977 forskare vid Centrallaboratorium Ab och 1977–1979 tillförordnad samt 1979–2002 ordinarie professor i teknisk polymerkemi vid Åbo Akademi samt dekanus för kemisk-tekniska fakulteten 1982–1985, prorektor 1985–1988 och rektor 1988–1997. Han innehade ett flertal förtroendeuppdrag i föreningar och sammanslutningar med anknytning till specialområde och befattning. Han författade ett femtiotal vetenskapliga artiklar.

### Uppslagsverk
- Holmberg, Peter: Stenlund, Bengt i Uppslagsverket Finland (webbupplaga, 2012). CC-BY-SA 4.0